# هرموندوريون

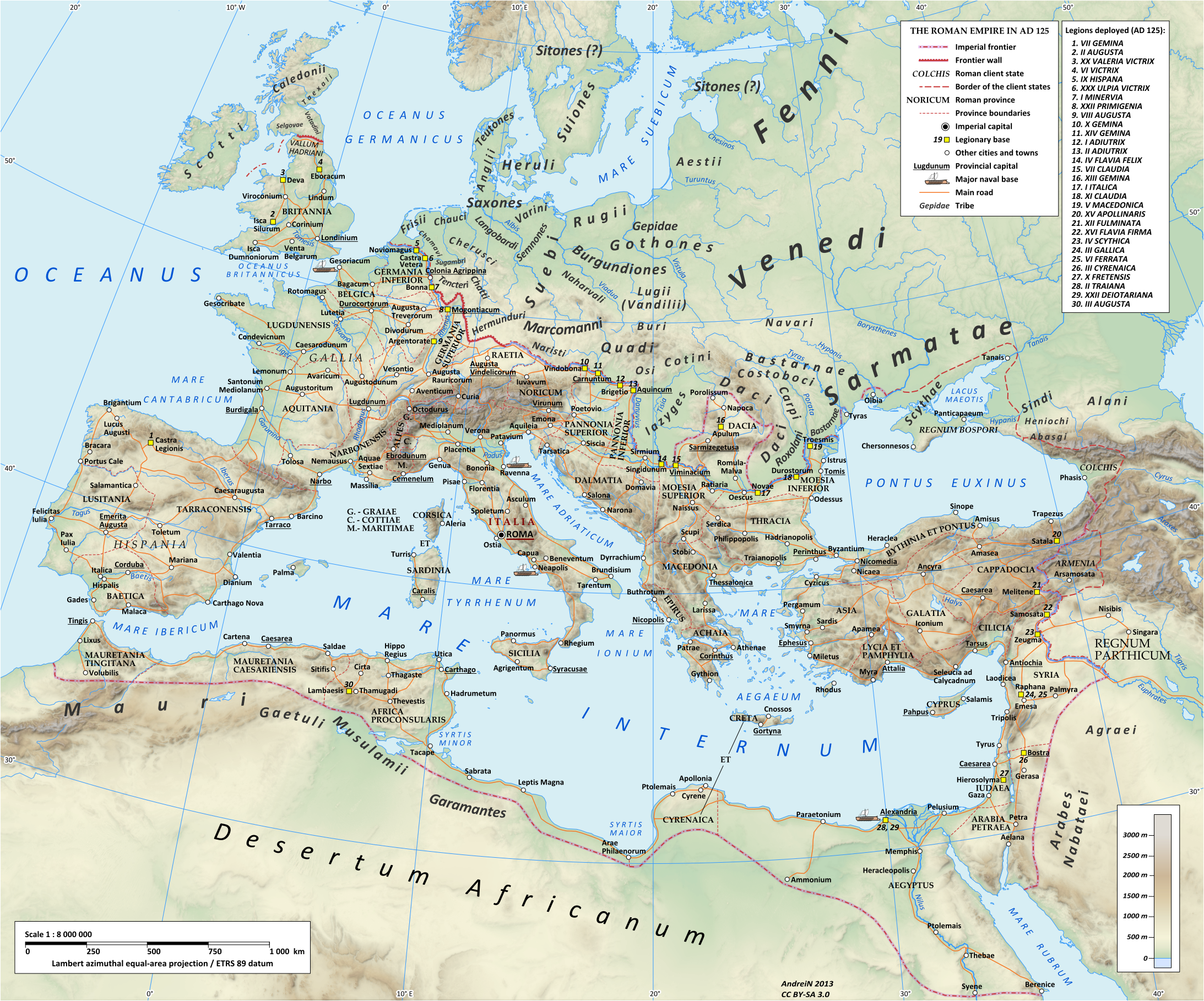

الهرموندوريون (بالألمانية: Hermunduren) شعب جرماني قديم من أصل سويبي واضح. سكنوا حوالي نهاية القرن الأول قبل الميلاد a.C. غرب مجرى نهر إلبه الأوسط في تورنغن الحالية . كانوا يحدون الخاتيين غرباً، و الشيروسكيين والأنغليين شمالاً، و السمنونيين من الشمال الشرقي، و الماركومانيين جنوباً .